# Eva Ferencz
Eva Aczel, coniugata Ferencz (1924 – 19 giugno 2013), è stata una cestista rumena.

## Carriera
Con la Romania ha disputato quattro edizioni dei Campionati europei (1952, 1956, 1962, 1964).